# Dharmawangsa
Dharmawangsa was een koning van het koninkrijk Mataram. Zoals de naam, waarin het woord dharma terug te vinden is aanduidt, ging het om een boeddhistische of hindoeïstische vorst. Hij wordt dikwijls Dharmawangsa Teguh (= de standvastige) genoemd. De vorst regeerde vanaf 985 vanuit het dal van de Brantas in Oost-Java.
In de eerste 15 jaar van zijn regering werd een groot literair project opgestart waarin een Oud-Javaanse proza-vertaling werd gemaakt van de Mahabharata. Het werk werd aan hem gewijd en in 996 vond de plechtige eerste recitatie plaats van de Oud-Javaanse Wirata Parwa. Eenzelfde soort vertaling werd gemaakt van de Uttarakanda, het laatste deel van de Ramayana.
Dharmawangsa Teguh stond vijandig tegenover Shrivijaya. Uiteindelijk besloot hij rond 990 tegen dit land een expeditie uit te rusten en een aanval op deze staat te doen. Het is mogelijk dat dit in 1016 tot een tegenaanval van Shrivijaya leidde, die Dharmawangsa Teguh zelfs zijn leven kostte, hoewel niet uitgesloten is dat Shrivijaya niet meer gedaan heeft dan een of meer van Dharmawangsa Teguhs vazallen tot een opstand aanzetten. In ieder geval viel het rijk van Mataram hierna uiteen.